# Villa Ca' Minotto
Villa Ca' Minotto è una villa veneta, situata nel comune di Rosà a 10 km da Bassano del Grappa.

## Parco
Il parco della villa è stato progettato da Giuseppe Jappelli, grandissimo architetto del paesaggio italiano, massimo esponente dello stile neoclassico nel Veneto e particolarmente noto come progettista di giardini romantici.